# Synchroonzwemmen op de Olympische Zomerspelen 2004
Synchroonzwemmen was een van de sporten die werden beoefend tijdens de Olympische Zomerspelen 2004 in Athene. Het deelnemersveld bestond uit 104 deelnemers, verdeeld over twee evenementen. Het synchroonzwemmen werd van 23 t/m 27 augustus gehouden in het Athens Olympic Aquatic Centre. Naast het synchroonzwemmen vonden hier ook de waterpolo, schoonspringen, zwemmen en het zwemonderdeel van de moderne vijfkamp plaats.

## Deelnemende landen
Er deden 104 zwemmers uit 24 landen mee bij het synchroonzwemmen op de Olympische Zomerspelen in Seoel.

## Competitieschema
Hieronder volgt het competitieschema van het synchroonzwemmen op de Olympische Zomerspelen 2004. Het evenement werd gehouden van 23 tot en met 27 augustus 2004 en duren respectievelijk twee dagen. De finale voor het duet was op 25 augustus en het team was op 27 augustus.
| Q | Kwalificatie | F | Finale |

| Datum →     | 23 | 24 | 25 | 26 | 27 |
| Onderdeel ↓ | 23 | 24 | 25 | 26 | 27 |
| ----------- | -- | -- | -- | -- | -- |
| Duet        | Q  |    | F  |    |    |
| Team        |    |    |    | Q  | F  |

## Medailles

### Medaillewinnaars
| Onderdeel | Goud | Goud | Zilver | Zilver | Brons | Brons |
| --------- | ---- | --- | ------ | --- | ----- | --- |
| Duet      | RUS  | Anastasia Davydova Anastasia Ermakova | JPN    | Miya Tachibana Miho Takeda                                                                                                 | USA   | Alison Bartosik Anna Kozlova |
| Team      | RUS  | Jelena Azarova Olga Broesnikina Anastasia Davydova Anastasia Jermakova Elvira Chasjanova Maria Kiseljova Olga Novoksjtsjenova Anna Sjorina Maria Gromova | JPN    | Michiyo Fujimaru Saho Harada Kanako Kitao Emiko Suzuki Miya Tachibana Miho Takeda Juri Tatsumi Yoko Yoneda Naoko Kawashima | USA   | Alison Bartosik Tamara Crow Rebecca Jasontek Anna Kozlova Sara Lowe Lauren McFall Stephanie Nesbitt Kendra Zanotto Erin Dobratz |

## Medaillespiegel
| Plaats | Land             | NOC    | Goud | Zilver | Brons | Totaal |
| ------ | ---------------- | ------ | ---- | ------ | ----- | ------ |
| 1      | Rusland          | RUS    | 2    | 0      | 0     | 2      |
| 2      | Japan            | JPN    | 0    | 2      | 0     | 2      |
| 3      | Verenigde Staten | USA    | 0    | 0      | 2     | 2      |
| Totaal | Totaal           | Totaal | 2    | 2      | 2     | 6      |

Los Angeles 1984 · 
Seoel 1988 · 
Barcelona 1992 · 
Atlanta 1996 · 
Sydney 2000 · 
Athene 2004 · 
Peking 2008 · 
Londen 2012 · 
Rio de Janeiro 2016 · 
Tokio 2020 · 
Parijs 2024 · Los Angeles 2028
Medaillewinnaars 
Atletiek · Badminton · Basketbal · Boksen · Boogschieten · Gewichtheffen · Gymnastiek · Handbal · Hockey · Honkbal · Judo · Kanovaren · Moderne vijfkamp · Paardensport · Roeien · Schermen · Schietsport · Schoonspringen · Softbal · Synchroonzwemmen · Taekwondo · Tafeltennis · Tennis · Triatlon · Voetbal · Volleybal · Waterpolo · Wielersport · Worstelen · Zeilen · Zwemmen